# Trichopoda bosqi
Trichopoda bosqi là một loài ruồi trong họ Tachinidae.